# Circuit de la corniche de Djeddah
Le circuit de la corniche de Djeddah (en arabe : حلبة كورنيش جدة) est un circuit automobile urbain situé à Djeddah en Arabie saoudite. Il est inauguré lors de la vingt-deuxième manche du championnat du monde de Formule 1 2021, pour la tenue du premier Grand Prix automobile d'Arabie saoudite.

## Description
Le circuit, dessiné par Carsten Tilke, de Tilke Engineering, accueille, en nocturne, le Grand Prix automobile d'Arabie saoudite. 
À l'horizon 2027, le circuit pourrait être remplacé par un complexe situé dans la ville nouvelle de Qiddiya.

## Histoire
La construction du circuit, menée par Tilke Engineering sous la houlette de Carsten Tilke, débute en avril 2021. À la mi-novembre, de nombreux travaux restent à mener. Steve Nielsen, directeur sportif de la Formule 1, déclare que les promoteurs « sont dans une situation difficile, certes mais ils travaillent littéralement 24 heures sur 24, 7 jours sur 7, comme c'est le cas depuis un certain temps désormais ».
Le chantier est finalement bouclé en seulement huit mois, un record pour l'élaboration totale d'un circuit,. Il ne reçoit son homologation FIA Grade 1, indispensable pour organiser un Grand Prix, que le 2 décembre 2021, la veille du weekend de course, par l'intermédiaire de Michael Masi.
Avec 27 virages et un développement de 6 175 mètres, c'est le circuit urbain le plus long de l'histoire du sport automobile.
En 2022, le circuit reçoit la manche saoudienne de la coupe du monde des voitures de tourisme.

## Résultats en championnat du monde de Formule 1
| Année | Vainqueur      | Écurie              | Résultats |
| ----- | -------------- | ------------------- | --------- |
| 2021  | Lewis Hamilton | Mercedes            | Résultats |
| 2022  | Max Verstappen | Red Bull            | Résultats |
| 2023  | Sergio Pérez   | Red Bull-Honda RBPT | Résultats |
| 2024  | Max Verstappen | Red Bull-Honda RBPT | Résultats |
| 2025  | Oscar Piastri  | McLaren-Mercedes    | Résultats |